# Lecanora rupicola
Lecanora rupicola (L.) Zahlbr. (Basionym: Lichen rupicola L. in Mant. (1767)), auch Fels-Kuchenflechte genannt, ist eine epilithische Flechtenart aus der Gattung der Lecanora.

## Merkmale
Lecanora rupicola ist eine Krustenflechte. Das Lager, ein vielzelliger Vegetationskörper, ist weißlich, cremefarben bis beige gefärbt. Es erscheint zusammenhängend, rissig und ungegliedert.
Die Art besitzt regelmäßig geformte, weißlich bis gelblich bereifte Fruchtkörper (Apothecien). Die dünnen, wenig auffällig berandeten Apothecien erreichen eine Größe von 0,5 bis 1,5 mm. Sie sind in das Lager eingesenkt oder sitzen eingedrückt. 
Der Apothecienrand stimmt farblich mit dem Lager überein, ist also ein sogenannter Lagerrand, der auch als lecanoriner Rand bezeichnet wird.
Charakteristisch ist die positive Reaktion (Tüpfeltest) mit Natriumhypochlorit, woraufhin sich die Apothecien gelb bis orange verfärben. Das Lager zeigt auf Natriumhypochlorit hingegen keine Verfärbung. Die Apothecienscheiben unter dem Reif erscheinen rosabraun, braun bis schwarz.

## Artabgrenzung
Lecanora swartzii zeigt auf Natriumhypochlorit eine positive Reaktion der Apothecien und des Lagers, welche sich dadurch tiefgelb bis gelborange verfärben. Die Apothecienscheiben sind unter dem Rand hellbraun bis graubraun. Das relativ kleine Lager ist rundlich-rosettig, die Lagerperipherie zeigt sich gewöhnlich radialrissig.
Lecanora subcarnea zeigt eine positive Farbreaktion von Lager und Apothecien auf p-Phenylendiamin, woraufhin sie eine charakteristische Rotfärbung aufweisen. Die Apothecienscheiben sind unter dem Reif rosabraun, graubraun bis hellbraun.

## Ökologie
Lecanora rupicola wächst epilithisch auf Felsen, Blöcken und Steinen aus Silikatgestein, überwiegend an Horizontal- und Vertikalflächen. Sie bevorzugt Volllichtstandorte.